# روبرت دورست
روبرت دورست (بالإنجليزية: Robert Durst)‏ هو رائد أعمال أمريكي، ولد في 12 أبريل 1943 في سكيرديل في الولايات المتحدة.

## وصلات خارجية
- روبرت دورست على موقع IMDb (الإنجليزية)
- روبرت دورست على موقع الموسوعة البريطانية (الإنجليزية)
- روبرت دورست على موقع ألو سيني (الفرنسية)
- روبرت دورست على موقع قاعدة بيانات الفيلم (الإنجليزية)